# Insomniac (album de Green Day)
Pour les articles homonymes, voir Insomniac.
Albums de Green Day
Dookie
(1994) Nimrod
(1997)
Singles
1. Geek Stink Breath
2. Stuck with Me
3. Brain Stew / Jaded
4. Walking Contradiction

Insomniac est le quatrième album du groupe punk américain Green Day. Sorti un an après l’album Dookie (multi disque de platine dans de nombreux pays), Insomniac possède un son plus lourd et des paroles plus sombres que son prédécesseur. L'album aborde des thèmes comme l'aliénation, l'anxiété, l'ennui et l'utilisation de drogues. L'album reçu de nombreuses critiques positives notamment sur l'aspect sarcastique et humoristique des morceaux, tous écrits par Billie Joe Armstrong, leader du groupe.  
L'album se classera en deuxième position du Billboard 200 et sera certifié double disque de platine aux États-Unis. En 1996, soit un an après sa sortie, l'album ne s'est pas vendu aussi bien que son prédécesseur Dookie, largement dû à ses paroles sombres et à son ton très lourd et très noir.  Il s'est tout de même vendu à deux millions d'exemplaires aux États-Unis et à huit millions à travers le monde. L'album fut réédité en vinyle le 12 mai 2009. 

## Contexte
La plupart de l'album fut écrit dans une maison de bord de mer, à Oakland en Californie. Après la parution de Dookie, la femme de Tré Cool, batteur du groupe, donna naissance à leur premier enfant et Tré notera que "je peux jouer de la batterie encore plus fort que je ne le pensais. Avoir un enfant c'est essayer -vous devez constamment contrôler votre tempérament- mais cela améliore l'expérience de jouer dans un groupe. Fidèle à l'éthique punk consistant à produire des enregistrements bon marché et souvent de mauvaise qualité, le groupe s'est efforcé de perfectionner son son sur l'album pour retourner aux racines du punk rock. Tré Cool expérimenta plusieurs types de cymbales avant chaque chanson pendant que Armstrong et leur producteur, Rob Cavallo, développèrent le rituel d'utiliser chaque amplificateurs de guitare à leurs disposition et de les tester un par un jusqu'à arriver au son final de l'album. Beaucoup de chansons d'Insomniac furent enregistrées en très peu de temps avec beaucoup d'énergie. Avant les prises, le groupe buvait des quantités excessives de café, "pressait la dernière goutte d'énergie" dans les enregistrements puis se reposait directement après.

## Caractéristiques de l'album
L'album eut certes moins de succès commercial et critique que son prédécesseur, Dookie, mais il contient des morceaux très punk comme : Armatage Shanks, Brat, No Pride, Westboun Sign, 86 ou encore Walking Contradiction. On sent une large influence des Ramones avec un rythme rapide et des mélodies simples.

## Liste des titres
1. Armatage Shanks - 2:17
2. Brat - 1:43
3. Stuck With Me - 2:16
4. Geek Stink Breath - 2:15
5. No Pride - 2:20
6. Bab's Uvula Who? - 2:07
7. 86 - 2:48
8. Panic Song - 3:38
9. Stuart and the Ave. - 2:04
10. Brain Stew/Jaded - 3:13
11. Jaded - 1:30
12. Westbound Sign - 2:13
13. Tight Wad Hill - 2:01
14. Walking Contradiction - 2:31

## Accueil

### Classements et certifications
| Classement musical                        | Meilleure position |
| ----------------------------------------- | ------------------ |
| Allemagne (Media Control AG)              | 12                 |
| Australie (ARIA)                          | 5                  |
| Autriche (Ö3 Austria Top 40)              | 2                  |
| Belgique (Flandre Ultratop)               | 17                 |
| Belgique (Wallonie Ultratop)              | 12                 |
| Canada (Canadian Albums Chart)            | 4                  |
| Espagne (Productores de Música de España) | 14                 |
| États-Unis (Billboard 200)                | 2                  |
| Finlande (Suomen virallinen lista)        | 1                  |
| Norvège (VG-lista)                        | 27                 |
| Nouvelle-Zélande (RIANZ)                  | 5                  |
| Pays-Bas (Mega Album Top 100)             | 22                 |
| Royaume-Uni (UK Albums Chart)             | 8                  |
| Royaume-Uni (UK Rock and Metal Chart)     | 1                  |
| Suède (Sverigetopplistan)                 | 5                  |
| Suisse (Schweizer Hitparade)              | 8                  |

| Pays        | Ventes      | Certifications |
| ----------- | ----------- | -------------- |
| Allemagne   | 250 000 +   | Or             |
| Argentine   | 30 000 +    | Or             |
| Autriche    | 10 000 +    | Or             |
| Brésil      | 100 000 +   | Or             |
| Canada      | 200 000 +   | 2 × Platine    |
| Espagne     | 50 000 +    | Or             |
| États-Unis  | 2 000 000 + | 2 × Platine    |
| Finlande    | 21 000 +    | Or             |
| Japon       | 200 000 +   | Platine        |
| Royaume-Uni | 300 000 +   | Platine        |